# Patrocle
Pour les articles homonymes, voir Patrocle (homonymie).
Dans la mythologie grecque, Patrocle (en grec ancien Πάτροκλος / Pátroklos ou Πατροκλῆς / Patroklễs) est un des guerriers grecs de la guerre de Troie, principalement décrit dans l’Iliade. Dans le récit homérique, Patrocle « Ménœtiade, » est le compagnon, et implicitement l'amant, d'Achille, comme on le retrouve dans de nombreuses interprétations postérieures, — ils auraient la nymphe Égine comme ancêtre commune — qui l'accompagne à Troie.
Quand les Troyens menacent d'envahir le camp grec, il supplie en vain le héros de reprendre les armes malgré sa rancœur contre Agamemnon pour empêcher un massacre. Achille refuse de céder, mais accorde à Patrocle la permission de mener lui-même les Myrmidons au combat en portant son armure et sa lance. Il parvient à mettre en déroute l'ennemi effrayé par la vision d'Achille de retour sur le champ de bataille.
Après avoir tué plusieurs rois ennemis, dont Sarpédon, et avoir été démasqué par Apollon, Patrocle finit par trouver la mort de la main d'Hector. Fou de douleur en apprenant la mort de son compagnon, Achille reprend les armes pour le venger, tuant ainsi Hector. Achille demandera qu'à sa mort ses cendres soient mélangées à celle de Patrocle et qu'ils soient ainsi enterrés ensemble.

## Éléments homériques

### Avant la guerre

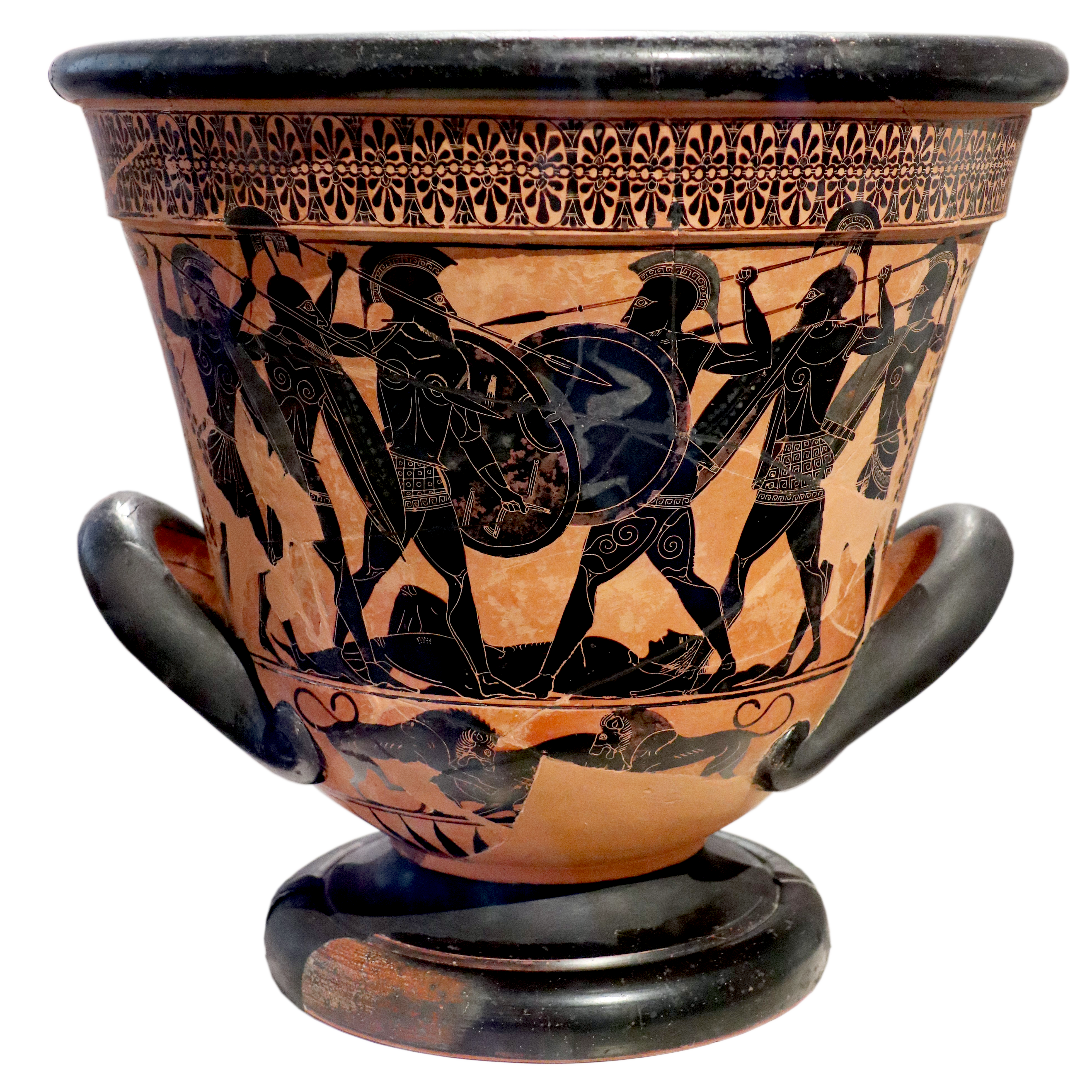
Cratère attique en calice à figures noires. Bataille homérique autour du corps d'un guerrier mort, probablement Patrocle. Vers 530 av. Musée national d'archéologie d'Athènes.

Fils de Ménœtios, il est envoyé par son père en Phthie, où il devient le compagnon d'Achille, plus jeune que lui de quelques années. Il est présent, en même temps que son père et Achille, au moment où Nestor vient recruter à la cour de Pélée des guerriers pour l'expédition contre Troie. Invité à partir en même temps que le Péléide Achille, Patrocle accepte. Son père lui adresse alors les conseils suivants :

« Achille, par la race, est au-dessus de toi, mon fils ;
Mais il est ton cadet, même s'il t'est supérieur,
À toi de lui parler avec sagesse, de l'instruire
Et de le diriger : il verra bien ce qu'il y gagne. »

### À Troie
Patrocle est l'écuyer d'Achille (θεράπων / therápôn). L’Iliade hésite quant à son rôle exact : le chant XVII montre les chevaux du Péléide pleurant la mort de leur « brave conducteur », puis Automédon le décrit comme le plus doué à manier ces chevaux. Cependant, Ulysse dans l’Odyssée et Achille lui-même au chant XIX déclarent qu'il a pour habitude de conduire lui-même son char. D'autres indices laissent supposer que Patrocle va au combat sur un char séparé et se bat ensuite aux côtés d'Achille. Il sert également de messager à ce dernier : c'est lui que le Péléide envoie, au chant XI, s'enquérir auprès de Nestor de l'identité du blessé ramené dans le camp achéen. De même, au chant II, c'est Patrocle qui, sur la demande d'Achille, va chercher Briséis pour la remettre à Ulysse. Quand Nestor vient, accompagné de Phénix, pour implorer Achille de retourner au combat, il prépare le vin et la nourriture pour les invités.
Quand Achille en colère se renferme dans sa tente après son différend avec Agamemnon, Patrocle cesse également le combat. Au chant XVI de l’Iliade alors que les Troyens supplantent les Grecs et menacent de mettre le feu aux nefs, Achille autorise Patrocle à emprunter ses armes et à aller combattre à la tête de ses Myrmidons. Au cours de son aristie, Patrocle abat plusieurs guerriers, dont Sarpédon, fils de Zeus, escalade les murs, mais bute trois fois sur Apollon qui le fait chuter de son char avant de rencontrer Euphorbe qui le blesse mortellement à son tour, laissant sa place à Hector, qui l'achève d'un coup de lance dans le dos et lui enlève ses armes. Ménélas et Ajax le Grand protègent le corps et le rendent à Achille, qui décide de reprendre les armes pour venger Patrocle, sans se soucier du danger.

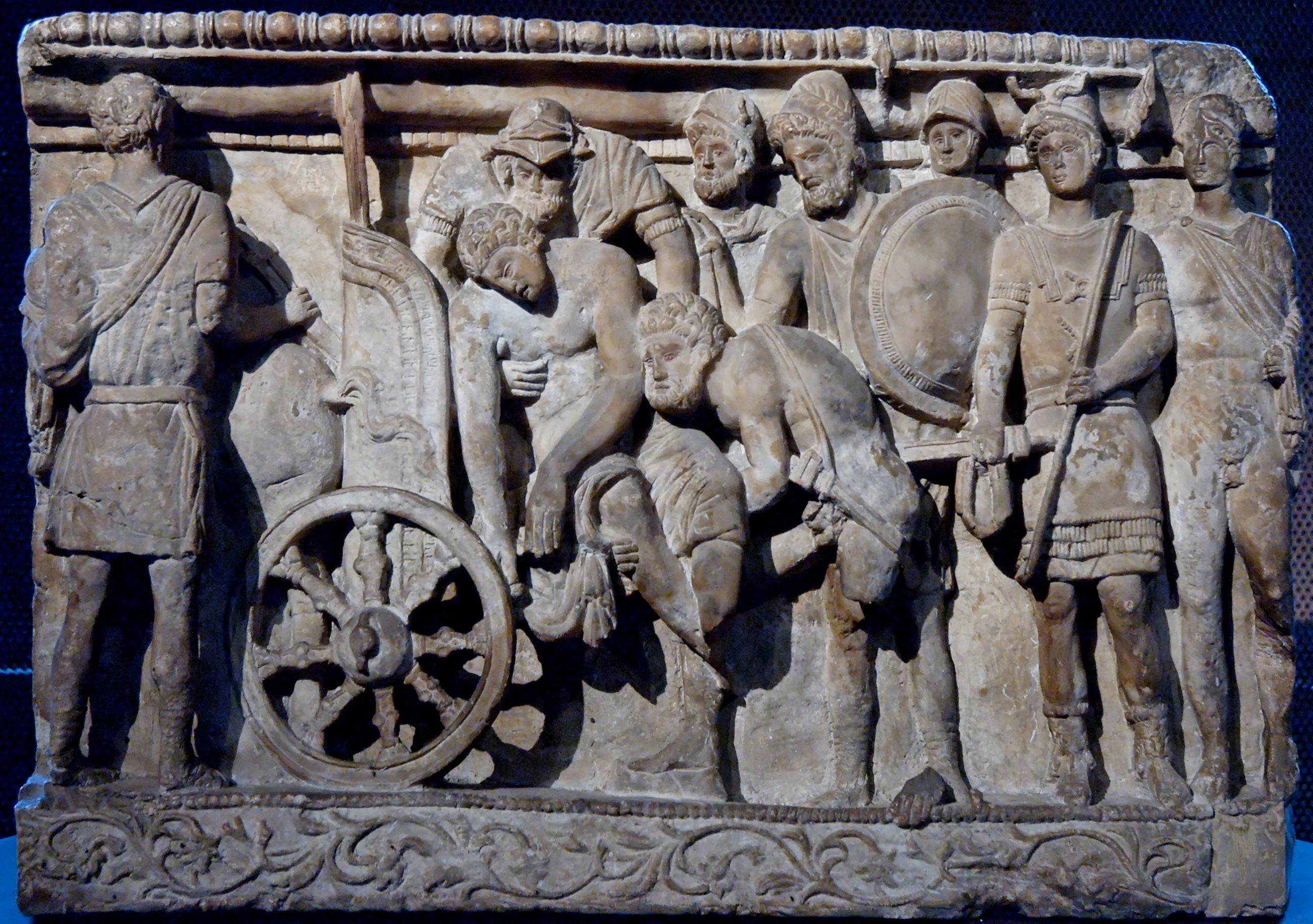
Le corps de Patrocle est soulevé par Ménélas et Mérion tandis qu'Ulysse et d'autres regardent (relief étrusque, IIe siècle av. J.-C.)

Thétis, mère d'Achille, fait boire à Patrocle du nectar et de l'ambroisie pour éviter que son cadavre ne se corrompe. Pendant ce temps, Achille rencontre Hector et le vainc. Il offre ensuite aux Grecs, en l'honneur de Patrocle, un festin à l'issue duquel le mort lui apparaît, le supplie de brûler son cadavre au plus tôt et de placer ses os dans la même urne qui recueillera ceux d'Achille.
Le lendemain matin, Achille procède aux funérailles de Patrocle. Le corps est porté jusqu'à l'endroit de la crémation par une procession de guerriers montés sur leurs chars. On édifie un gigantesque bûcher. Achille coupe sa chevelure et la dépose dans les mains de Patrocle, dont le corps est déposé au sommet du bûcher. Des bœufs et des moutons sont sacrifiés : leur graisse est placée sur le cadavre de Patrocle, tandis que leurs carcasses sont entassées sur le bûcher. Des jarres de miel et d'huile sont placées aux côtés du lit funéraire. Enfin, Achille sacrifie quatre chevaux, deux des neuf chiens de Patrocle et douze jeunes nobles Troyens (ce dernier fait est contesté par Platon, qui le considère comme une impiété, dans le Livre III de sa République,). Il enflamme le bûcher et prie les dieux des vents Borée et Zéphyr de l'attiser. Pendant toute la nuit, il verse des libations de vin en invoquant l'âme de Patrocle. Au petit matin, les flammes sont éteintes avec du vin. On recueille les os de Patrocle, qui sont placés dans une urne en or dans une double couche de graisse. Le tout est recouvert d'une étoffe de lin et placé dans un tumulus, en attendant le jour de la mort d'Achille.

### Jeux funéraires

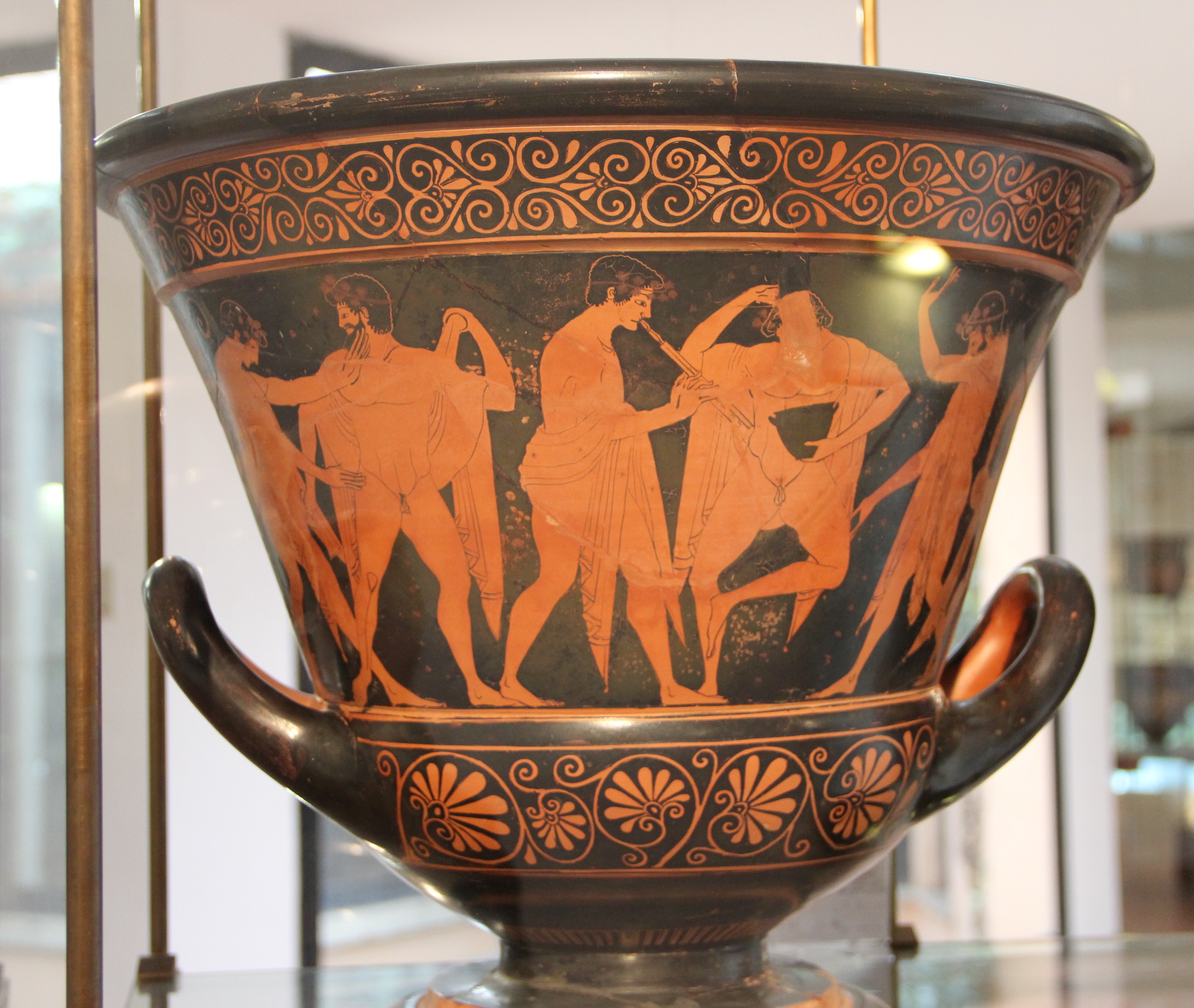
Scène de jeux funéraires en l'honneur d'un guerrier défunt, probablement Patrocle. Vase de céramique à figures rouges du Musée archéologique d'Agrigente.

Après l'incinération de Patrocle, Achille organise des jeux en son honneur, comportant :
- Une course de chars[13] : elle est remportée par Diomède, qui emporte le premier prix d'une esclave et d'un trépied, Antiloque arrive second (en trichant), Ménélas est troisième, Mérion quatrième et Eumélos dernier. Achille adjuge le second prix à celui-ci.
- Une épreuve de pugilat, remportée par Épéios qui gagne une mule.
- Une épreuve de lutte, disputée par Ajax le grand et Ulysse. Achille les juge à égalité.
- Une course à pied, remportée par Ulysse, qui gagne un cratère en argent. Ajax arrive second et reçoit un bœuf, Antiloque troisième, et reçoit un demi-talent d'or, prix prévu initialement, et un deuxième talent d'or pour avoir habilement flatté la course d'Achille aux pieds infatigables.
- Une hoplomachie — combat en armes — disputée par Diomède et Ajax. Achille les juge à égalité : ils se partagent le poignard, le fourreau et le baudrier de Sarpédon, et Diomède reçoit en sus un poignard de Thrace.
- Une épreuve de lancer du disque, remportée par Polpœtès, qui gagne le disque lui-même, en fer brut.
- Une de tir à l'arc, remportée par Mérion, qui gagne dix doubles haches en fer. Teucros, perdant, reçoit dix haches simples.
- Une de lancer du javelot, qui n'est en fait pas disputée. Achille arrête les deux candidats, Agamemnon et Mérion, en disant que tous savent que l'Atride est le plus fort. Celui-ci remporte un vase, et Mérion un javelot en bronze.

Consignés au livre XXIII de l’Iliade, ces jeux, à l'instar de ceux organisés par Alcinoos dans l’Odyssée, sont l'un des témoignages les plus anciens concernant le sport en Grèce antique.

## Éléments non homériques

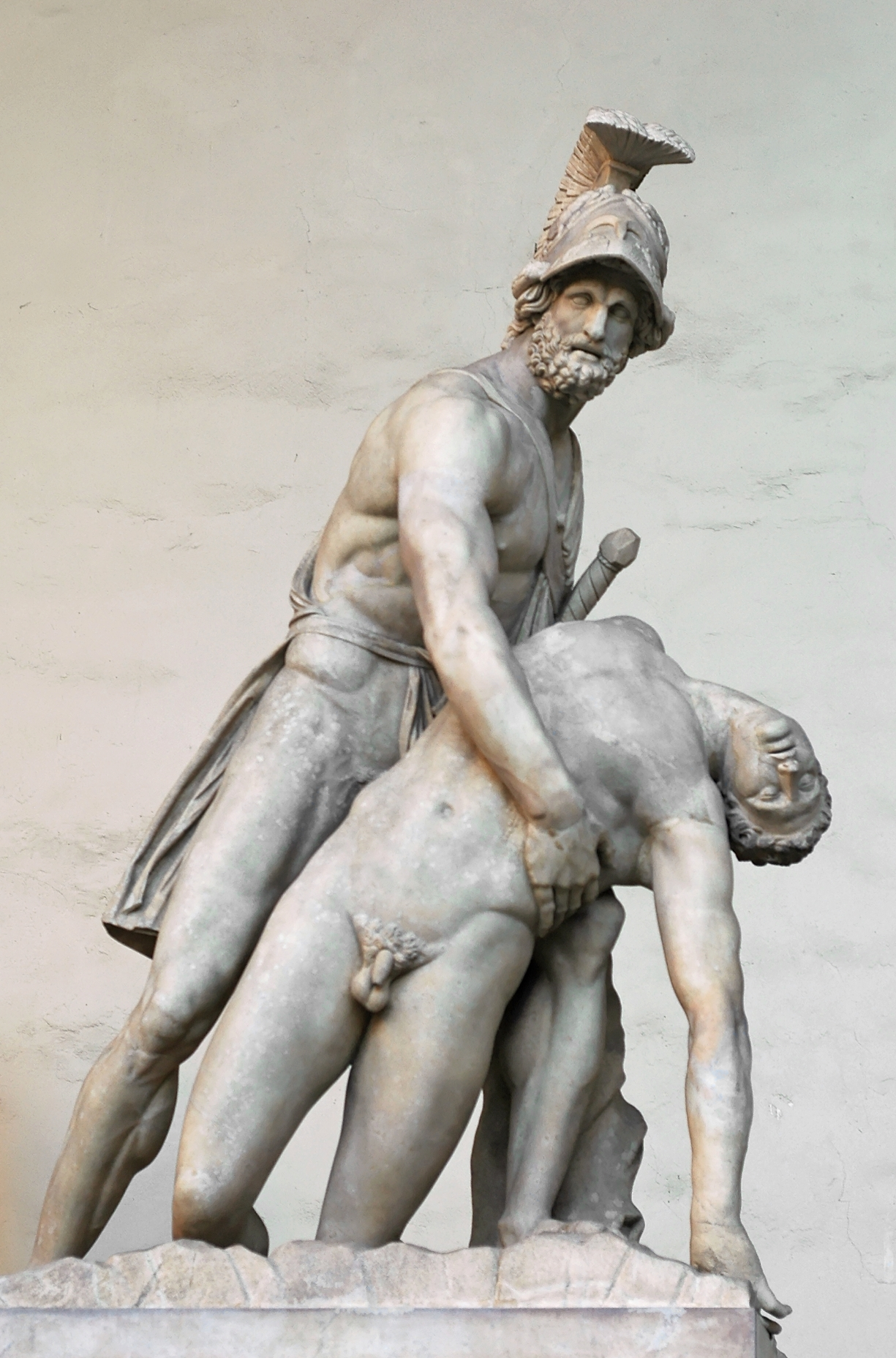
Groupe Pasquino, représentant peut-être Ménélas portant le corps de Patrocle. Copie romaine d'un original hellénistique, Loggia dei Lanzi à Florence.

Les mythographes, tel le pseudo-Apollodore, donnent une version en accord avec Homère sur le passé de Patrocle. Fils du roi d'Oponte, il a tué son cousin Clytonyme, fils d'Amphidamas, chez son précepteur Othryonée lors d'une dispute d'enfants à propos d'osselets. Il doit s'exiler (Cæde puer facta Patroclus Opunta reliquit: Après avoir commis un meurtre, le jeune Patrocle a quitté Oponte), et est recueilli par Pélée, roi de Phthie, qui le donne comme compagnon à Achille. Le pseudo-Apollodore en fait ensuite l'un des prétendants d'Hélène.
Les Chants cypriens, une épopée du Cycle troyen, le mentionnent comme l'un de ceux qui vendent Lycaon, l'un des fils de Priam, quand celui-ci est pris par les Achéens. L’Iliade le confirme au chant XXIII, v.746, alors que Patrocle n'est pas mentionné au chant XXI,v.34 sqq. Pindare dans ses Olympiques le montre accompagnant Achille quand ce dernier ravage la ville de Teuthranie, en Mysie. Un vase célèbre montrant Achille pansant la plaie de Patrocle illustre peut-être ce point précis.
Ces éléments permettent de supposer que le personnage de Patrocle n'est pas une invention homérique. De plus, au chant I, il est présenté pour la première fois simplement comme « le fils de Ménétios », accompagnant Achille et ses compagnons (non nommés) quand le héros quitte, furieux, le conseil des rois. Cela laisse penser qu'il s'agit d'un personnage déjà bien connu du public, si bien qu'il n'est même pas besoin de le nommer personnellement ou de le présenter. Il est en revanche probable que Patrocle n'était qu'un personnage secondaire, à qui Homère donne une ampleur inédite.

## Patrocle et Achille

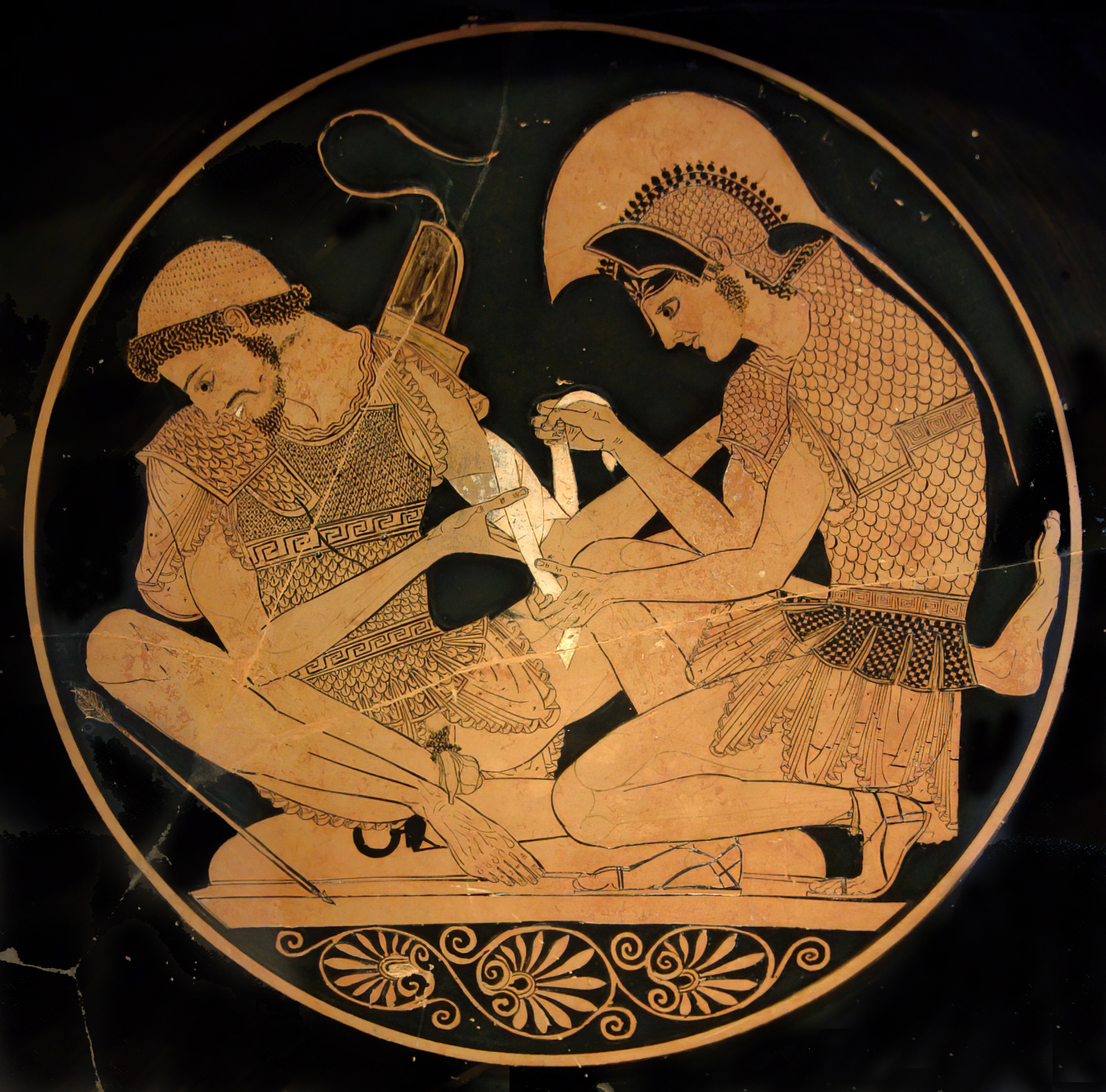
Achille pansant Patrocle, kylix à figures rouges du peintre de Sôsias,, Staatliche Museen (Berlin).

L'amitié d'Achille et de Patrocle est proverbiale. Dès le Ve siècle av. J.-C. cependant, les Grecs y voient davantage : de manière générale, c'est à cette époque que les auteurs grecs ajoutent à des amitiés célèbres (Oreste et Pylade, Thésée et Pirithoos, Héraclès et Iolaos, etc.) une composante pédérastique. En l'espèce, le débat pour les Grecs ne vise pas à savoir si Patrocle et Achille étaient amis ou amants, mais pourquoi Homère reste si réservé sur leur relation, ou encore si Patrocle est l'éromène d'Achille ou l'inverse. L'orateur athénien Eschine, dans son Contre Timarque, déclare ainsi :

« Bien qu'Homère évoque à de nombreuses reprises Patrocle et Achille, il passe sous silence leur désir (ἔρως / érôs) et évite de nommer leur amour (φιλία / philía), estimant que l'intensité extraordinaire de leur affection (εὔνοια / eúnoia) était transparente pour les lecteurs cultivés. Achille déclare quelque part […] qu'involontairement, il a enfreint la promesse faite à Ménétios, le père de Patrocle ; Achille avait en effet assuré qu'il ramènerait Patrocle sain et sauf à Opous si Ménétios l'envoyait à Troie avec lui et s'il le lui confiait. Ce passage montre évidemment que c'est par désir amoureux (érôs) qu'il a pris soin de Patrocle. »

Dans Le Banquet de Xénophon, Xénophon dit qu'ils n'étaient pas amants ; Eschyle dit le contraire dans sa pièce Les Myrmidons. Pour beaucoup des Grecs, l'émotion démesurée dont fait preuve Achille à la mort de Patrocle et son ardeur à le venger ne laissent aucun doute sur la nature de leurs relations : la réserve d'Homère est perçue comme un signe de discrétion. Eschyle développe ce motif dans sa tragédie perdue Les Myrmidons : il représente sans détours Achille pleurant sur le corps de son ami, célébrant la beauté de ses hanches et regrettant les baisers qu'ils s'échangeaient. Chez Eschyle comme chez Eschine, Achille est l'éraste et Patrocle l'éromène.
Une version qu'on pourrait contester si on part de l'observation de la barbe : portée par Patrocle, Achille en est dépourvu. De fait, on peut penser que Achille est le jeune éromène et Patrocle l'éraste d'un âge plus avancé, d'autant plus que l'admiration consécutive à l'amour est celle de Patrocle pour Achille, ce qui corroborerait la thèse selon laquelle Patrocle est l'amant-éraste et Achille l'aimé-éromène. Les deux hommes s'aiment également, ceci est incontestable. Platon est de l'avis opposé : dans son Banquet, il fait dire à Phèdre que « ce sont des balivernes, ce que dit Eschyle quand il fait d'Achille l'amant de Patrocle. Achille était plus beau que Patrocle, et même plus beau que tous les héros, il est donc bien plus jeune, comme l'indique d'ailleurs Homère. » Malgré ce désaccord, Phèdre non plus n'a aucun doute sur les relations de Patrocle et Achille.
Néanmoins, par la suite, la tradition se stabilise sur la version d'Eschyle, plus conforme au statut social des deux hommes. Ainsi, Élien déclare que tandis qu'Alexandre le Grand couronnait la tombe d'Achille, Héphaestion couronna celle de Patrocle, pour rappeler la relation similaire qu'il entretenait avec le roi de Macédoine, dont il était le compagnon, comme Patrocle avait été celui d'Achille.

### Patrocle, double d'Achille
Dans sa mort, Patrocle fait figure de double d'Achille. Alors que durant les chants précédents de l’Iliade, Patrocle ne se distingue que par son amitié et son dévouement pour Achille, le chant XVI, la Patroclée, le voit soudainement métamorphosé en héros balayant tout sur son passage au cours d'une aristie. Il tue d'abord Pyræchmès, chef des Péoniens, Aréilycos, Pronoos, Thestor et Éryalos. Il blesse (ou tue) Érymas, Amphotère, Épaltès, Échios, Pyris, Tlépolème, Iphée, Évippe et Polymèle. Puis il rencontre un combattant d'envergure, Sarpédon, chef des combattants lyciens et fils de Zeus. Il le tue dans un duel qui rappelle celui opposant Achille à Memnon, chef des Éthiopiens — combat conté dans l’Éthiopide, l'une des épopées du Cycle troyen, que reprit notamment Quintus de Smyrne.
Après avoir tué Sarpédon, Patrocle poursuit sur sa lancée, et décide de s'attaquer à Troie elle-même. Il s'agit de la seule occurrence, avant celle d'Achille, d'un héros décidant seul de lancer l'assaut contre les murs de la ville. L'épisode est typique d'Achille, et laisse suggérer un report des thèmes du Péléide vers Patrocle. Celui-ci continue sa trouée meurtrière, tuant Échéclos, Adraste, Autonoos, Périmos, Épistor, Mélanippe, Élasos, Moulios et Pylartès. Homère déclare alors que « les Achéens auraient pris Troie aux hautes portes grâce à ou avec Patrocle », s'il n'était arrêté par Apollon. Le dieu lui déclare, établissant le parallèle, que :

« […] Le destin ne veut pas
Que la cité des fiers Troyens soit prise par ta lance,
Ni par celle d'Achille, un héros bien plus fort que toi. »

Patrocle recule ensuite d'un pas, avant de reprendre le combat et de trouver rapidement la mort. Comme Achille, il est tué par un mortel (Pâris pour Achille, Euphorbe puis Hector pour Patrocle) aidé par un dieu (Apollon dans les deux cas). Tous deux tombent sous les murs de Troie, où ils sont incinérés. Dans les deux cas, une longue bataille (durant une journée entière) a lieu sur leur corps, protégé par Ajax. Enfin, les jeux funéraires donnés par Achille en l'honneur de Patrocle surprennent par leur grandeur, disproportionnée à la naissance de Patrocle. De fait, ils sont l'exacte réplique des jeux qui seront donnés en l'honneur d'Achille.

### Patrocle, double d'Antiloque

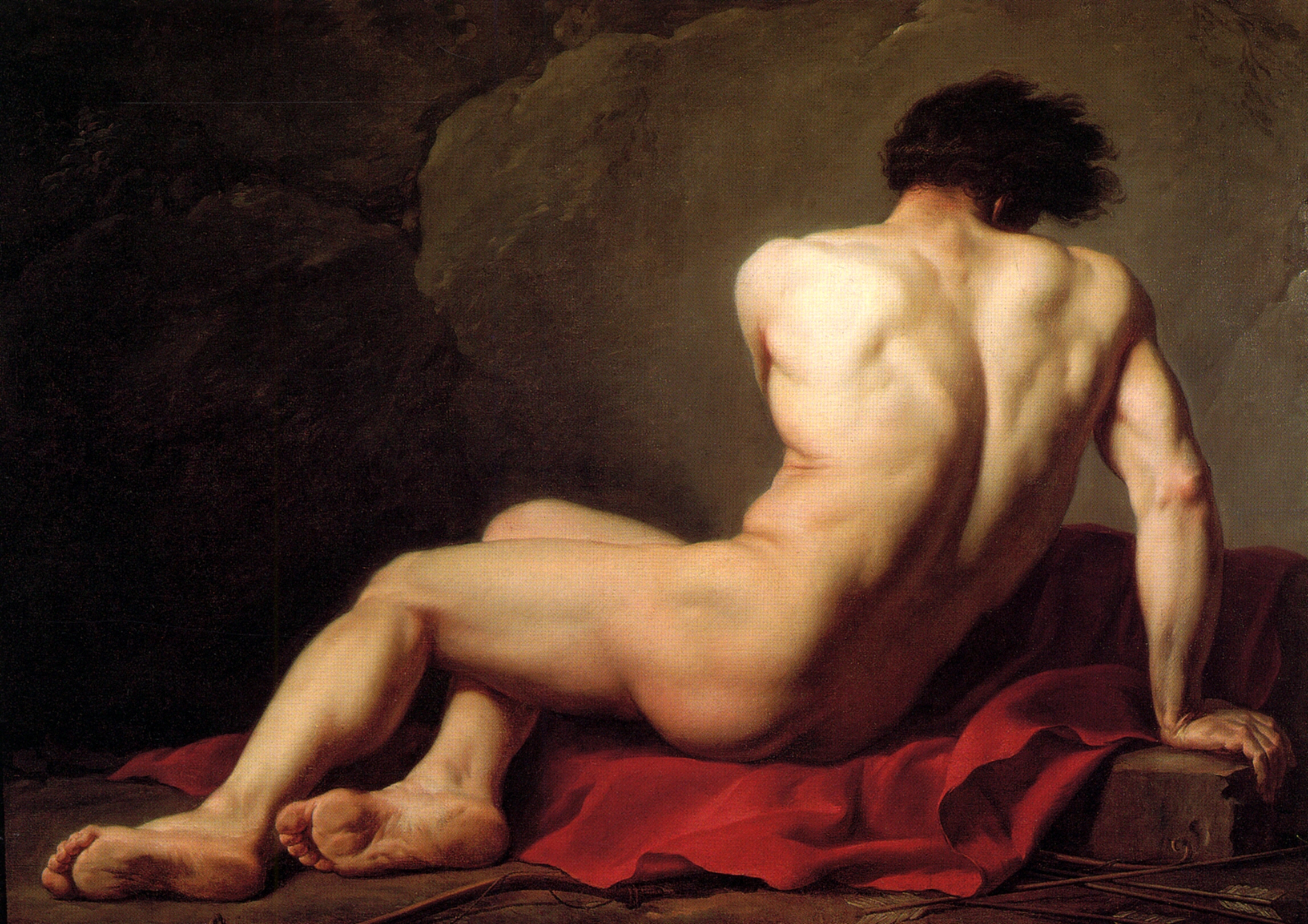
Patrocle, par Jacques-Louis David (1780).

Double d'Achille dans sa mort, Patrocle est aussi le double d'Antiloque, fils de Nestor. Antiloque est un autre ami très cher du Péléide, précisément celui qui est chargé par les Achéens de lui annoncer la mort de Patrocle. Antiloque meurt de la main de Memnon, qui lui ôte ses armes. Achille furieux décide de venger sa mort, et provoque l'Éthiopien en duel, épisode comparable en tout point à la mort de Patrocle et à la vengeance d'Achille.

### Patrocle, substitut malheureux du Soleil
Pour Jean Haudry, la figure de Patrocle et son action dans L'Iliade est rendue compréhensible si on suppose que Patrocle, tout comme Achille, est « l'homologue d'une figure cosmique en rapport étroit avec le Soleil ». Sa geste se ramèneraient à deux traits essentiels : son déguisement et l'imprudence qui lui est fatale. Il serait en cela assez proche dans sa signification du mythe de Phaéton, dont le récit est celle d'une autre tentative infructueuse de se substituer au Soleil.

## Postérité
L'astéroïde (617) Patrocle porte son nom.
Dans son recueil Feux publié en 1936, l'écrivaine française Marguerite Yourcenar met en scène plusieurs figures de l'Antiquité grecque dans des poèmes en prose, dont Patrocle dans « Patrocle ou le destin »[source secondaire souhaitée].
La relation entre Achille et Patrocle est l'objet du roman Le chant d'Achille de Madeline Miller (2011).

## Sources
- Pseudo-Apollodore, Bibliothèque [détail des éditions] [lire en ligne] (III, 10, 8 ; III, 13, 8), Épitome [détail des éditions] [lire en ligne] (IV, 6-8).
- Homère, Iliade [détail des éditions] [lire en ligne] (passim).
- Hygin, Fables [détail des éditions] [(la) lire en ligne] (XCVII).
- Pausanias, Description de la Grèce [détail des éditions] [lire en ligne] (III, 19).
- Pindare, Odes [détail des éditions] (lire en ligne) (Olympiques, IX, 163 et 183).
- Stace, Achilléide [détail des éditions] [lire en ligne] (passim).